# أدولف فينكلر غودمان
أدولف فينكلر غودمان (بالإنجليزية: Adolph Winkler Goodman)‏ هو رياضياتي أمريكي، ولد في 20 يوليو 1915، وتوفي في 30 يوليو 2004.